# Хорњи Бојановице
Хорњи Бојановице (чеш. Horní Bojanovice) је насељено мјесто са административним статусом сеоске општине (чеш. obec) у округу Брецлав, у Јужноморавском крају, Чешка Република.

## Становништво
Према подацима о броју становника из 2014. године насеље је имало 675 становника.